# Stazione meteorologica di Ponza
La stazione meteorologica di Ponza è la stazione meteorologica di riferimento per il Servizio Meteorologico dell'Aeronautica Militare e per l'Organizzazione Mondiale della Meteorologia, relativa all'Isola di Ponza.

## Caratteristiche
La stazione meteorologica è situata nell'Italia centrale, sull'Isola di Ponza, nel comune di Ponza, a 185 metri s.l.m. e alle coordinate geografiche 40°54′43.8″N 12°57′26.07″E.
Oltre a rilevare i dati relativi a temperatura, precipitazioni, pressione atmosferica, umidità relativa, eliofania, direzione e velocità del vento, la stazione è collegata a una boa situata nell'antistante settore est del Mar Tirreno centrale, grazie alla quale è possibile osservare lo stato del mare, l'altezza dell'onda marina, la direzione dell'onda stessa, oltre alla lunghezza e all'altezza dell'onda morta (onda non più soggetta all'azione diretta del vento).

## Medie climatiche ufficiali

### Dati climatologici 1971-2000
In base alle medie climatiche relative al trentennio 1971-2000, le più recenti in uso, la temperatura media del mese più freddo, febbraio, è di 10,3 °C, mentre quella del mese più caldo, agosto, è di 25 °C; mediamente si contano 10 giorni annui con temperatura massima uguale o superiore a 30 °C. Nel trentennio esaminato, i valori estremi di temperatura sono i +37,2 °C del luglio 1983 e i -1,4 °C del gennaio 1999.
Le precipitazioni medie annue si attestano a 639 mm, mediamente distribuite in 68 giorni, con minimo in primavera e in estate e picco massimo in autunno.
L'umidità relativa media annua fa registrare il valore di 75,2% con minimo di 73% a luglio e massimi di 77% ad aprile e ad ottobre; mediamente si contano 3 giorni annui con episodi nebbiosi.
Di seguito è riportata la tabella con le medie climatiche e i valori massimi e minimi assoluti registrati nel trantennio 1971-2000 e pubblicati nell'Atlante Climatico d'Italia del Servizio Meteorologico dell'Aeronautica Militare relativo al medesimo trentennio.
| Ponza (1971-2000)               | Mesi        | Mesi        | Mesi        | Mesi        | Mesi        | Mesi        | Mesi        | Mesi        | Mesi        | Mesi        | Mesi        | Mesi        | Stagioni | Stagioni | Stagioni | Stagioni | Anno  |
| Ponza (1971-2000)               | Gen         | Feb         | Mar         | Apr         | Mag         | Giu         | Lug         | Ago         | Set         | Ott         | Nov         | Dic         | Inv      | Pri      | Est      | Aut      | Anno  |
| ------------------------------- | ----------- | ----------- | ----------- | ----------- | ----------- | ----------- | ----------- | ----------- | ----------- | ----------- | ----------- | ----------- | -------- | -------- | -------- | -------- | ----- |
| T. max. media (°C)              | 12,1        | 12,1        | 13,5        | 15,7        | 20,3        | 24,5        | 27,4        | 28,0        | 24,6        | 20,3        | 16,0        | 13,2        | 12,5     | 16,5     | 26,6     | 20,3     | 19,0  |
| T. min. media (°C)              | 8,8         | 8,4         | 9,3         | 11,0        | 14,8        | 18,4        | 21,1        | 21,9        | 19,4        | 16,2        | 12,5        | 10,0        | 9,1      | 11,7     | 20,5     | 16,0     | 14,3  |
| T. max. assoluta (°C)           | 16,8 (1991) | 20,0 (1990) | 19,0 (1989) | 22,4 (1994) | 27,6 (1999) | 31,4 (2000) | 37,2 (1983) | 35,6 (2000) | 32,6 (1982) | 27,3 (1981) | 23,4 (1999) | 19,6 (2000) | 20,0     | 27,6     | 37,2     | 32,6     | 37,2  |
| T. min. assoluta (°C)           | −1,4 (1999) | 0,0 (1973)  | −2,6 (1971) | 2,8 (1973)  | 8,0 (1991)  | 11,8 (1984) | 15,8 (1999) | 14,8 (1985) | 11,5 (1971) | 7,0 (1997)  | 2,2 (1988)  | 0,6 (1988)  | −1,4     | −2,6     | 11,8     | 2,2      | −2,6  |
| Giorni di calura (Tmax ≥ 30 °C) | 0           | 0           | 0           | 0           | 0           | 0           | 4           | 6           | 0           | 0           | 0           | 0           | 0        | 0        | 10       | 0        | 10    |
| Giorni di gelo (Tmin ≤ 0 °C)    | 0           | 0           | 0           | 0           | 0           | 0           | 0           | 0           | 0           | 0           | 0           | 0           | 0        | 0        | 0        | 0        | 0     |
| Precipitazioni (mm)             | 64,2        | 63,2        | 40,5        | 40,4        | 20,3        | 17,2        | 13,3        | 18,1        | 65,4        | 109,2       | 111,3       | 76,2        | 203,6    | 101,2    | 48,6     | 285,9    | 639,3 |
| Giorni di pioggia               | 8           | 7           | 6           | 7           | 4           | 2           | 1           | 2           | 5           | 8           | 9           | 9           | 24       | 17       | 5        | 22       | 68    |
| Giorni di nebbia                | 0           | 0           | 0           | 1           | 1           | 0           | 1           | 0           | 0           | 0           | 0           | 0           | 0        | 2        | 1        | 0        | 3     |
| Umidità relativa media (%)      | 75          | 74          | 75          | 77          | 76          | 74          | 73          | 75          | 76          | 77          | 75          | 75          | 74,7     | 76       | 74       | 76       | 75,2  |

### Dati climatologici 1961-1990
Secondo i dati medi del trentennio 1961-1990, ancora in uso per l'Organizzazione meteorologica mondiale e definito Climate Normal (CLINO), la temperatura media del mese più freddo, gennaio, si attesta a +10,0 °C, mentre quella del mese più caldo, agosto, è di +24,3 °C. Nel medesimo trentennio, la temperatura minima assoluta ha toccato i -2,6 °C nel marzo 1971 (media delle minime assolute annue di +1,7 °C), mentre la massima assoluta ha fatto registrare i +37,2 °C nel luglio 1983 (media delle massime assolute annue di +31,7 °C).
La nuvolosità media annua si attesta a 3,2 okta giornalieri, con minimo in luglio di 1,4 okta giornalieri e massimo in febbraio di 4,3 okta giornalieri.
Le precipitazioni medie annue si aggirano attorno ai 650 mm, con un elevato picco in autunno ed un marcato minimo estivo; mediamente, si distribuiscono in 70 giorni.
L'umidità relativa media annua fa registrare il valore di 75%, con minimi di 73% a luglio e a novembre e massimi di 77% ad aprile, a maggio e a settembre.
La pressione atmosferica media annua normalizzata al livello del mare si attesta a 1015,3 hPa, con massimi di 1017 hPa a settembre e ad ottobre e minimo di 1013 hPa a dicembre.
Il vento presenta una velocità media annua di 5,5 m/s, con minimo di 4,5 m/s a luglio e massimi di 6,5 m/s a dicembre; le direzioni prevalenti sono di ponente tra dicembre e settembre e di levante ad ottobre e a novembre.
| Ponza (1961-1990)                | Mesi        | Mesi        | Mesi        | Mesi        | Mesi        | Mesi        | Mesi        | Mesi        | Mesi        | Mesi        | Mesi        | Mesi        | Stagioni | Stagioni | Stagioni | Stagioni | Anno    |
| Ponza (1961-1990)                | Gen         | Feb         | Mar         | Apr         | Mag         | Giu         | Lug         | Ago         | Set         | Ott         | Nov         | Dic         | Inv      | Pri      | Est      | Aut      | Anno    |
| -------------------------------- | ----------- | ----------- | ----------- | ----------- | ----------- | ----------- | ----------- | ----------- | ----------- | ----------- | ----------- | ----------- | -------- | -------- | -------- | -------- | ------- |
| T. max. media (°C)               | 11,6        | 11,8        | 13,1        | 15,6        | 19,7        | 23,9        | 27,2        | 27,3        | 24,2        | 20,0        | 15,9        | 12,9        | 12,1     | 16,1     | 26,1     | 20,0     | 18,6    |
| T. min. media (°C)               | 8,4         | 8,3         | 9,1         | 11,0        | 14,4        | 17,8        | 20,9        | 21,3        | 19,2        | 16,1        | 12,4        | 9,7         | 8,8      | 11,5     | 20,0     | 15,9     | 14,1    |
| T. max. assoluta (°C)            | 17,0 (1962) | 20,0 (1990) | 19,0 (1989) | 22,0 (1969) | 27,6 (1986) | 30,8 (1965) | 37,2 (1983) | 35,0 (1981) | 32,6 (1982) | 27,3 (1981) | 22,6 (1963) | 19,6 (1982) | 20,0     | 27,6     | 37,2     | 32,6     | 37,2    |
| T. min. assoluta (°C)            | −2,0 (1962) | −0,5 (1956) | −2,6 (1971) | 2,8 (1973)  | 7,8 (1962)  | 10,2 (1969) | 13,4 (1970) | 14,8 (1985) | 11,5 (1971) | 7,4 (1974)  | 2,2 (1988)  | 0,6 (1961)  | −2,0     | −2,6     | 10,2     | 2,2      | −2,6    |
| Giorni di gelo (Tmin ≤ 0 °C)     | 0           | 0           | 0           | 0           | 0           | 0           | 0           | 0           | 0           | 0           | 0           | 0           | 0        | 0        | 0        | 0        | 0       |
| Nuvolosità (okta al giorno)      | 4,2         | 4,3         | 4,0         | 3,8         | 3,1         | 2,3         | 1,4         | 1,7         | 2,3         | 3,1         | 3,9         | 4,2         | 4,2      | 3,6      | 1,8      | 3,1      | 3,2     |
| Precipitazioni (mm)              | 77,9        | 63,7        | 52,6        | 37,8        | 21,3        | 13,3        | 10,0        | 25,4        | 53,9        | 106,5       | 106,3       | 88,6        | 230,2    | 111,7    | 48,7     | 266,7    | 657,3   |
| Giorni di pioggia                | 9           | 8           | 7           | 6           | 3           | 2           | 1           | 2           | 5           | 8           | 9           | 10          | 27       | 16       | 5        | 22       | 70      |
| Umidità relativa media (%)       | 75          | 74          | 75          | 77          | 77          | 74          | 73          | 75          | 76          | 77          | 73          | 74          | 74,3     | 76,3     | 74       | 75,3     | 75      |
| Pressione a 0 metri s.l.m. (hPa) | 1 016       | 1 015       | 1 015       | 1 014       | 1 015       | 1 016       | 1 016       | 1 015       | 1 017       | 1 017       | 1 015       | 1 013       | 1 014,7  | 1 014,7  | 1 015,7  | 1 016,3  | 1 015,3 |
| Vento (direzione-m/s)            | W 6,3       | W 6,4       | W 6,0       | W 5,6       | W 4,9       | W 4,7       | W 4,5       | W 4,6       | W 4,7       | E 5,4       | E 6,1       | W 6,5       | 6,4      | 5,5      | 4,6      | 5,4      | 5,5     |

### Dati climatologici 1951-1980
In base alle medie climatiche del periodo 1951-1980, la temperatura media del mese più caldo, agosto, si attesta a +23,9 °C, mentre la temperatura media dei mesi più freddi, gennaio e febbraio, fa registrare il valore di +9,8 °C.
Nel trentennio esaminato, la temperatura massima più elevata di +33,6 °C risale all'agosto 1956, mentre la temperatura minima più bassa di -2,6 °C fu registrata nel marzo 1971.
| Ponza (1951-1980)     | Mesi        | Mesi        | Mesi        | Mesi        | Mesi        | Mesi        | Mesi        | Mesi        | Mesi        | Mesi        | Mesi        | Mesi        | Stagioni | Stagioni | Stagioni | Stagioni | Anno |
| Ponza (1951-1980)     | Gen         | Feb         | Mar         | Apr         | Mag         | Giu         | Lug         | Ago         | Set         | Ott         | Nov         | Dic         | Inv      | Pri      | Est      | Aut      | Anno |
| --------------------- | ----------- | ----------- | ----------- | ----------- | ----------- | ----------- | ----------- | ----------- | ----------- | ----------- | ----------- | ----------- | -------- | -------- | -------- | -------- | ---- |
| T. max. media (°C)    | 11,4        | 11,5        | 12,7        | 15,3        | 19,4        | 23,7        | 26,7        | 26,8        | 23,8        | 19,4        | 15,6        | 12,8        | 11,9     | 15,8     | 25,7     | 19,6     | 18,3 |
| T. min. media (°C)    | 8,2         | 8,1         | 8,9         | 10,8        | 14,2        | 17,8        | 20,4        | 21,0        | 19,1        | 15,7        | 12,3        | 9,7         | 8,7      | 11,3     | 19,7     | 15,7     | 13,9 |
| T. max. assoluta (°C) | 17,0 (1962) | 18,6 (1960) | 22,0 (1952) | 22,0 (1969) | 28,2 (1953) | 30,8 (1965) | 32,6 (1962) | 33,6 (1956) | 29,6 (1956) | 26,0 (1958) | 22,6 (1963) | 19,2 (1962) | 19,2     | 28,2     | 33,6     | 29,6     | 33,6 |
| T. min. assoluta (°C) | −2,0 (1962) | −0,5 (1956) | −2,6 (1971) | 2,8 (1973)  | 7,8 (1962)  | 10,2 (1969) | 13,4 (1970) | 15,0 (1972) | 11,5 (1971) | 7,4 (1974)  | 3,4 (1975)  | 0,6 (1961)  | −2,0     | −2,6     | 10,2     | 3,4      | −2,6 |

## Valori estremi

### Temperature estreme mensili dal 1946 ad oggi
Nella tabella sottostante sono riportate le temperature massime e minime assolute mensili, stagionali ed annuali dal 1946 ad oggi, con il relativo anno in cui queste sono state registrate. La massima assoluta del periodo esaminato di +37,2 °C risale al luglio 1983, mentre la minima assoluta di -2,6 °C è del marzo 1971.
| Ponza (1946-2023)     | Mesi        | Mesi        | Mesi        | Mesi        | Mesi        | Mesi        | Mesi        | Mesi        | Mesi        | Mesi        | Mesi        | Mesi        | Stagioni | Stagioni | Stagioni | Stagioni | Anno |
| Ponza (1946-2023)     | Gen         | Feb         | Mar         | Apr         | Mag         | Giu         | Lug         | Ago         | Set         | Ott         | Nov         | Dic         | Inv      | Pri      | Est      | Aut      | Anno |
| --------------------- | ----------- | ----------- | ----------- | ----------- | ----------- | ----------- | ----------- | ----------- | ----------- | ----------- | ----------- | ----------- | -------- | -------- | -------- | -------- | ---- |
| T. max. assoluta (°C) | 18,1 (2023) | 20,0 (1990) | 22,0 (1952) | 28,0 (2018) | 29,0 (2020) | 33,5 (2019) | 37,2 (1983) | 35,6 (2000) | 32,6 (1982) | 27,3 (1981) | 25,7 (2022) | 19,8 (2022) | 20,0     | 29,0     | 37,2     | 32,6     | 37,2 |
| T. min. assoluta (°C) | −2,0 (1962) | −1,0 (2018) | −2,6 (1971) | 2,8 (1973)  | 7,8 (1962)  | 10,2 (1969) | 13,4 (1970) | 15,0 (1951) | 11,5 (1971) | 7,0 (1997)  | 2,2 (1988)  | 0,6 (1961)  | −2,0     | −2,6     | 10,2     | 2,2      | −2,6 |